# 弗羅格龐德 (北卡羅萊納州)
弗羅格龐德（英語：Frog Pond）是位於美國北卡羅萊納州斯坦利縣的非建制地區。

## 地理
弗羅格龐德所處的海拔為高於海平面144米（即472英呎），而該地所採用的時區為UTC-5，即北美东部时区（EST）。同時該地設有夏令時間，為UTC-5調快一小時，即UTC-4（EDT）。